# Яново (Ліпновський повіт)
Яново (пол. Janowo, нім. Jahnsflur) — село в Польщі, у гміні Кікул Ліпновського повіту Куявсько-Поморського воєводства.
Населення — 176 осіб (2011).
У 1975-1998 роках село належало до Влоцлавського воєводства.

## Демографія
Демографічна структура станом на 31 березня 2011 року:
|          | Загалом | Допрацездатний вік | Працездатний вік | Постпрацездатний вік |
| -------- | ------- | ------------------ | ---------------- | -------------------- |
| Чоловіки | 96      | 15                 | 75               | 6                    |
| Жінки    | 80      | 13                 | 48               | 19                   |
| Разом    | 176     | 28                 | 123              | 25                   |